# 진심으로 라트비아를 위하여
진심으로 라트비아를 위하여(라트비아어: No sirds Latvijai)는 2014년 라트비아에서 만들어진 보수주의 정당이다. 현재 지도자는 잉구나 수드라바이다.